# Miami Rhapsody
Miami Rhapsody és una pel·lícula de comèdia romàntica estatunidenca de 1995 dirigida, coproduïda i escrita per David Frankel, que va suposar el seu debut com a director. Fou protagonitzada per Sarah Jessica Parker, Gil Bellows, Antonio Banderas, Mia Farrow, Paul Mazursky, Kevin Pollak, Barbara Garrick, i Carla Gugino. L'autor de la banda sonora fou Mark Isham.

## Argument
Gwyn Marcus (Sarah Jessica Parker) ha passat de la dècada dels vint i sempre ha volgut un matrimoni com el dels seus pares. Acaba d'acceptar la proposta del seu xicot Matt (Gil Bellows), però té algunes divergències sobre el seu futur junts. La seva por al compromís creix a mesura que s'assabenta d'alguns afers que té la seva família. Al principi, la seva germana Leslie (Carla Gugino) es casa. Aleshores, sis mesos després, inicia una aventura amb el seu antic xicot de la secundària, a causa de la vulgaritat del seu marit, tot i guanyar un sou important i tenir un horari de feina estable amb la seva carrera de futbolista. El seu germà Jordan (Kevin Pollak), ja casat, inicia una aventura amb l'esposa del seu soci de negocis, a causa de la falta de passió entre ell i la seva dona, després de parir la seva primera filla. La seva mare (Mia Farrow) està preocupada perquè Gwyn sigui l'última persona soltera de la família, tot i que també ha tingut una aventura amb l'infermer de la seva mare, Antonio, a causa de les constants baralles entre ella i el seu pare, inclòs el fet que ell també va tenir una aventura amb una agent de viatges insensata. Però com més pensa en el matrimoni, més ha de buscar l'equilibri entre carrera, matrimoni i família.

## Repartiment

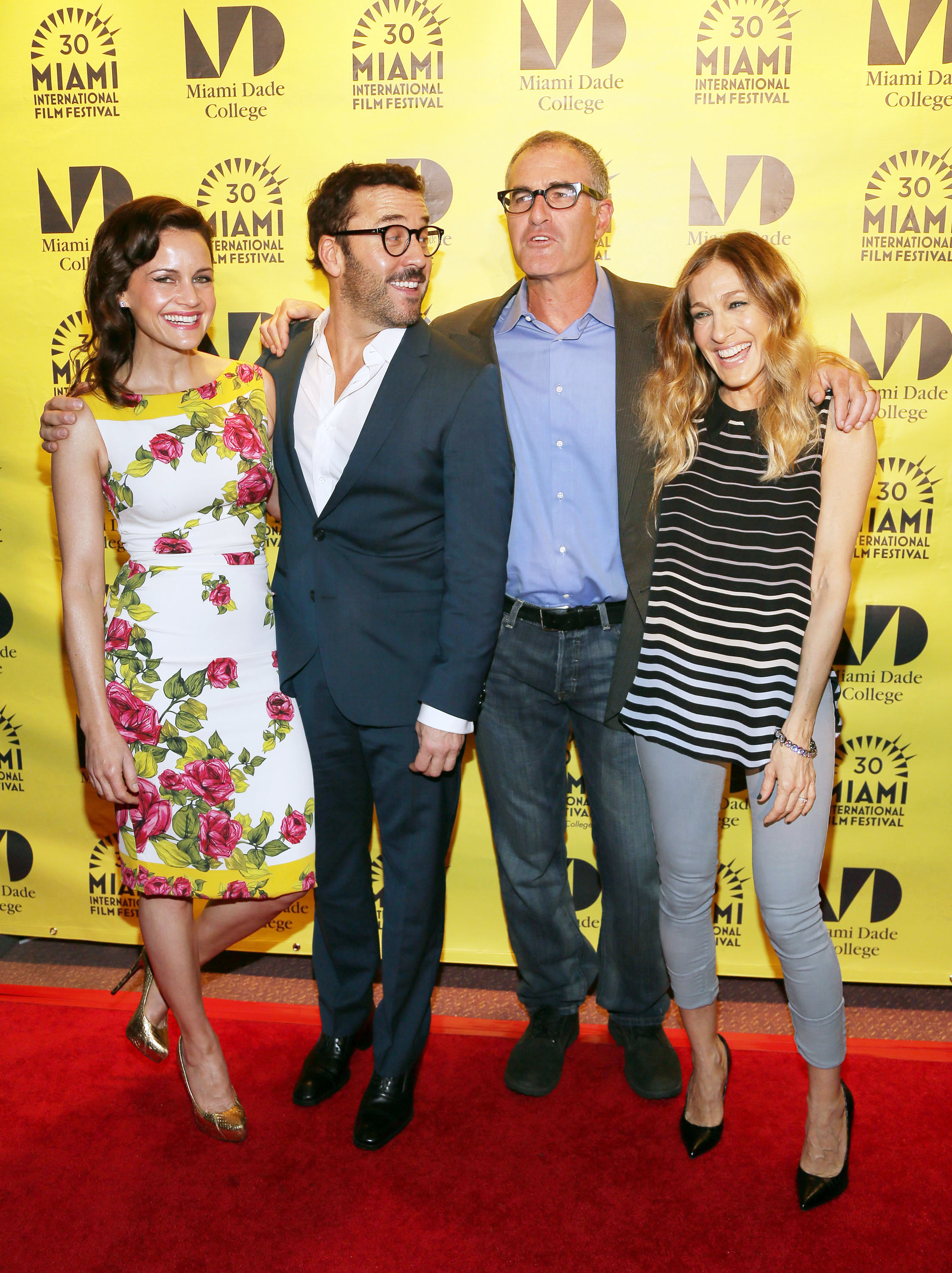
Carla Gugino, Jeremy Piven, David Frankel, i Sarah Jessica Parker en la projecció de la pel·lícula en el seu 30è aniversari en el Festival Internacional de Cinema de Miami en 2013

- Sarah Jessica Parker - Gwyn Marcus
- Gil Bellows - Matt
- Antonio Banderas - Antonio
- Mia Farrow - Nina Marcus
- Paul Mazursky - Vic Marcus
- Kevin Pollak - Jordan Marcus
- Barbara Garrick - Terri
- Carla Gugino - Leslie Marcus
- Bo Eason - Jeff
- Naomi Campbell - Kaia
- Jeremy Piven - Mitchell
- Kelly Bishop - Zelda
- Ben Stein - Rabbi
- Donal Logue - Derek

## Recepció crítica
Rotten Tomatoes va informar que el 45% dels crítics van donar a la pel·lícula una crítica positiva basada en 20 ressenyes, amb una valoració mitjana de 6,2/10.